# 密毛柏拉木
密毛柏拉木（学名：Blastus mollissimus），为野牡丹科柏拉木属下的一个种。

## 扩展阅读
維基物種上的相關：密毛柏拉木